# Kenmore (Waszyngton)
Kenmore – miasto w Stanach Zjednoczonych, w stanie Waszyngton, w hrabstwie King.